# Lijst van voetbalinterlands Libië - Tunesië
Deze lijst van voetbalinterlands is een overzicht van alle officiële voetbalwedstrijden tussen de nationale teams van Libië en Tunesië. De Noord-Afrikaanse buurlanden hebben tot op heden 23 keer tegen elkaar gespeeld. De eerste wedstrijd vond plaats op 8 september 1967 in Tunis, tijdens de Middellandse Zeespelen 1967. Het laatste duel, een kwalificatiewedstrijd voor de Afrika Cup 2023, werd gespeeld in Benghazi op 28 maart 2023.

## Wedstrijden
| №  | Plaats     | Datum             | Competitie                                        | Wedstrijd       | Uitslag |
| -- | ---------- | ----------------- | ------------------------------------------------- | --------------- | ------- |
| 1  | Tunis      | 8 september 1967  | Middellandse Zeespelen 1967                       | Tunesië − Libië | 3 − 0   |
| 2  | Tripoli    | 4 september 1970  | Vriendschappelijk                                 | Libië − Tunesië | 3 − 2   |
| 3  | ?          | 24 september 1970 | Vriendschappelijk                                 | Tunesië − Libië | 2 − 0   |
| 4  | Tunis      | 10 november 1974  | Afrika Cup 1976 kwalificatie                      | Tunesië − Libië | 1 − 0   |
| 5  | Tripoli    | 22 november 1974  | Afrika Cup 1976 kwalificatie                      | Libië − Tunesië | 1 − 0   |
| 6  | Tunis      | 10 november 1976  | Vriendschappelijk                                 | Tunesië − Libië | 3 − 0   |
| 7  | Tripoli    | 13 januari 1978   | Afrikaanse Spelen 1978 kwalificatie               | Libië − Tunesië | 0 − 0   |
| 8  | Tunis      | 25 januari 1978   | Afrikaanse Spelen 1978 kwalificatie               | Tunesië − Libië | 2 − 1   |
| 9  | Tripoli    | 9 maart 1982      | Afrika Cup 1982                                   | Libië − Tunesië | 2 − 0   |
| 10 | Tripoli    | 29 maart 1985     | Afrika Cup 1986 kwalificatie                      | Libië − Tunesië | 2 − 0   |
| 11 | Radès      | 14 april 1985     | Afrika Cup 1986 kwalificatie                      | Tunesië − Libië | 1 − 0   |
| 12 | Radès      | 12 januari 2006   | Vriendschappelijk                                 | Tunesië − Libië | 1 − 0   |
| 13 | Radès      | 15 november 2006  | Vriendschappelijk                                 | Tunesië − Libië | 2 − 0   |
| 14 | Casablanca | 18 juni 2015      | African Championship of Nations 2016 kwalificatie | Tunesië − Libië | 0 − 1   |
| 15 | Radès      | 19 oktober 2015   | African Championship of Nations 2016 kwalificatie | Tunesië − Libië | 1 − 0   |
| 16 | Algiers    | 11 november 2016  | WK 2018 kwalificatie                              | Libië − Tunesië | 0 − 1   |
| 17 | Radès      | 11 november 2017  | WK 2018 kwalificatie                              | Tunesië − Libië | 0 − 0   |
| 18 | Radès      | 21 september 2019 | African Championship of Nations 2020 kwalificatie | Tunesië − Libië | 1 − 0   |
| 19 | Salé       | 20 oktober 2019   | African Championship of Nations 2020 kwalificatie | Libië − Tunesië | 1 − 2   |
| 20 | Radès      | 15 november 2019  | Afrika Cup 2021 kwalificatie                      | Tunesië − Libië | 4 − 1   |
| 21 | Benghazi   | 25 maart 2021     | Afrika Cup 2021 kwalificatie                      | Libië − Tunesië | 2 − 5   |
| 22 | Radès      | 24 maart 2023     | Afrika Cup 2023 kwalificatie                      | Tunesië − Libië | 3 − 0   |
| 23 | Benghazi   | 28 maart 2023     | Afrika Cup 2023 kwalificatie                      | Libië − Tunesië | 0 − 1   |

## Samenvatting
| Competitie                                   | Totaal gespeeld | Winst Libië | Gelijk | Winst Tunesië | Doelsaldo Libië – Tunesië |
| -------------------------------------------- | --------------- | ----------- | ------ | ------------- | ------------------------- |
| WK-kwalificatie                              | 2               | 0           | 1      | 1             | 0 − 1                     |
| Afrika Cup                                   | 1               | 1           | 0      | 0             | 2 − 0                     |
| Afrika Cup-kwalificatie                      | 8               | 2           | 0      | 6             | 6 − 15                    |
| African Championship of Nations-kwalificatie | 4               | 1           | 0      | 3             | 2 − 4                     |
| Afrikaanse Spelen-kwalificatie               | 2               | 0           | 1      | 1             | 1 − 2                     |
| Middellandse Zeespelen                       | 1               | 0           | 0      | 1             | 0 − 3                     |
| Vriendschappelijk                            | 5               | 1           | 0      | 4             | 3 − 10                    |
| Totaal                                       | 23              | 5           | 2      | 16            | 14 − 35                   |

LFF · A-internationals · Bondscoaches · Libisch vrouwenelftal · Olympisch elftal
1960 – 1969 · 
1970 – 1979 · 
1980 – 1989 · 
1990 – 1999 · 
2000 – 2009 · 
2010 – 2019 ·
2020 − 2029
1964 · 
1965 · 
1966 · 
1967 · 
1968 · 
1969 · 
1970 · 
1971 · 
1972 · 
1973 · 
1974 · 
1975 · 
1976 · 
1977 · 
1978 · 
1979 · 
1980 · 
1981 · 
1982 · 
1983 · 
1984 · 
1985 · 
1986 · 
1987 · 
1988 · 
1989 · 
1990 · 
1991 · 
1992 · 
1993 · 
1994 · 
1995 · 
1996 · 
1997 · 
1998 · 
1999 · 
2000 · 
2001 · 
2002 · 
2003 · 
2004 · 
2005 · 
2006 · 
2007 · 
2008 · 
2009 · 
2010 · 
2011 · 
2012 · 
2013 ·
2014 ·
2015 ·
2016 ·
2017 ·
2018 ·
2019 ·
2020 ·
2021 ·
2022 ·
2023
Algerije ·
Angola ·
Argentinië ·
Bahrein ·
Benin ·
Botswana ·
Burkina Faso ·
Canada ·
Centraal-Afrikaanse Republiek ·
Comoren ·
Congo-Brazzaville ·
Congo-Kinshasa ·
Egypte ·
Equatoriaal-Guinea ·
Ethiopië ·
Gabon ·
Gambia ·
Ghana ·
Griekenland ·
Guinee ·
Indonesië ·
Irak ·
Iran ·
Ivoorkust ·
Jemen ·
Jordanië ·
Kaapverdië ·
Kameroen ·
Kazachstan ·
Kenia ·
Koeweit ·
Lesotho ·
Libanon ·
Liberia ·
Malawi ·
Maleisië ·
Mali ·
Malta ·
Marokko ·
Mauritanië ·
Mauritius ·
Mozambique ·
Myanmar ·
Namibië ·
Niger ·
Nigeria ·
Oeganda ·
Oekraïne ·
Oman ·
Palestina ·
Polen ·
Qatar ·
Rwanda ·
Sao Tomé en Principe ·
Saoedi-Arabië ·
Senegal ·
Seychellen ·
Soedan ·
Swaziland ·
Syrië ·
Tanzania ·
Thailand ·
Togo ·
Tsjaad ·
Tunesië ·
Turkije ·
Uruguay ·
Verenigde Arabische Emiraten ·
Wit-Rusland ·
Zambia ·
Zimbabwe ·
Zuid-Afrika ·
Zuid-Korea
FTF · A-internationals · Selecties · Bondscoaches · Tunesisch vrouwenelftal · Olympisch elftal · Tunesië U21 · Tunesië U20 · Tunesië U19 · Tunesië U18 · Tunesië U17
1950 – 1959 · 
1960 – 1969 · 
1970 – 1979 · 
1980 – 1989 · 
1990 – 1999 · 
2000 – 2009 · 
2010 – 2019 ·
2020 − 2029
WK 1978 · 
WK 1998 · 
WK 2002 · 
WK 2006 · 
WK 2018
OS 1960 · 
OS 1988 · 
OS 1996 · 
OS 2004
1957 · 
1958 · 
1959 · 
1960 · 
1961 · 
1962 · 
1963 · 
1964 · 
1965 · 
1966 · 
1967 · 
1968 · 
1969 · 
1970 · 
1971 · 
1972 · 
1973 · 
1974 · 
1975 · 
1976 · 
1977 · 
1978 · 
1979 · 
1980 · 
1981 · 
1982 · 
1983 · 
1984 · 
1985 · 
1986 · 
1987 · 
1988 · 
1989 · 
1990 · 
1991 · 
1992 · 
1993 · 
1994 · 
1995 · 
1996 · 
1997 · 
1998 · 
1999 · 
2000 · 
2001 · 
2002 · 
2003 · 
2004 · 
2005 · 
2006 · 
2007 · 
2008 · 
2009 · 
2010 · 
2011 · 
2012 · 
2013 · 
2014 · 
2015 · 
2016 ·
2017 ·
2018 ·
2019 ·
2020 ·
2021 ·
2022 ·
2023 ·
2024
Algerije ·
Angola ·
Argentinië ·
Australië ·
Bahrein ·
België ·
Benin ·
Bosnië en Herzegovina ·
Botswana ·
Brazilië ·
Bulgarije ·
Burkina Faso ·
Burundi ·
Canada ·
Centraal-Afrikaanse Republiek ·
Chili ·
China ·
Colombia ·
Comoren ·
Congo-Brazzaville ·
Congo-Kinshasa ·
Costa Rica ·
Denemarken ·
Djibouti ·
Duitse Democratische Republiek ·
Duitsland ·
Egypte ·
Engeland ·
Equatoriaal-Guinea ·
Ethiopië ·
Finland ·
Frankrijk ·
Gabon ·
Gambia ·
Georgië ·
Ghana ·
Guinee ·
Ierland ·
IJsland ·
Irak ·
Iran ·
Italië ·
Ivoorkust ·
Japan ·
Joegoslavië ·
Jordanië ·
Kaapverdië ·
Kameroen ·
Kenia ·
Koeweit ·
Kroatië ·
Letland ·
Libanon ·
Liberia ·
Libië ·
Madagaskar ·
Malawi ·
Mali ·
Malta ·
Marokko ·
Mauritanië ·
Mauritius ·
Mexico ·
Mozambique ·
Namibië ·
Nederland ·
Nieuw-Zeeland ·
Niger ·
Nigeria ·
Noorwegen ·
Oeganda ·
Oekraïne ·
Oman ·
Oostenrijk ·
Panama ·
Peru ·
Polen ·
Portugal ·
Qatar ·
Roemenië ·
Rusland ·
Rwanda ·
Saoedi-Arabië ·
Sao Tomé en Principe ·
Senegal ·
Servië en Montenegro ·
Seychellen ·
Sierra Leone ·
Slovenië ·
Soedan ·
Somalië ·
Sovjet-Unie ·
Spanje ·
Swaziland ·
Syrië ·
Tanzania ·
Togo ·
Tsjaad ·
Turkije ·
Uruguay ·
Verenigde Arabische Emiraten ·
Verenigde Staten ·
Wales ·
Wit-Rusland ·
Zambia ·
Zimbabwe ·
Zuid-Afrika ·
Zuid-Jemen ·
Zuid-Korea ·
Zweden ·
Zwitserland
België (2018) ·
Engeland (2018) ·
Oekraïne (2006) ·
Panama (2018) ·
Saoedi-Arabië (2006) · 
Spanje (2006)